# Kawasaki Ki-48
Kawasaki Ki-48 (яп. 九九式双発軽爆撃機, shiki-souhatu-keibaku) — легкий армійський бомбардувальник Тип 99) — легкий двомоторний суцільнометалевий бомбардувальник  Імперської армії Японії періоду Другої світової війни.
Кодова назва союзників — «Лілі» (англ. Lily).

## Історія створення
На самому початку Японсько-китайської війни авіація Японії зіткнулась у Китаї з новими радянським бомбардувальником СБ-2, який був практично невразливим для японських винищувачів, оскільки мав швидкість, порівнянну зі швидкістю найновішого на той час японського винищувача Nakajima Ki-27. У грудні 1937 року ВПС Імперської армії Японії сформулювали технічне завдання на розробку аналогічного легкого двомоторного бомбардувальника, який із бомбовим навантаженням 400 кг мав розвивати на висоті 3000 м максимальну швидкість 480 км/год та набирати висоту 5000 м менше, ніж за 10 хв. На літаку мало бути встановлено два двигуна Nakajima Ha-25. Оборонне озброєння мало складатись з трьох-чотирьох 7,7-мм кулеметів. Оскільки основним імовірним противником Японія вважала СРСР, то особливу увагу слід було приділити можливості експлуатації літака в умовах низьких температур. 
Розробка літака була доручена фірмам Mitsubishi та Kawasaki (проєкти отримали позначення Ki-47 та Ki-48 відповідно). Але через завантаженість іншими роботами фірма Mitsubishi практично одразу відмовилась від участі у конкурсі.
На фірмі Kawasaki роботами керував Такео Дої, який використав досвід розробки важких винищувачів Kawasaki Ki-38 та Kawasaki Ki-45. Новий літак був середньопланом з однокілевим оперенням та шасі, що складалось. На літаку були встановлені двигуни Nakajima Ha-25 потужністю 950 к. с. з гвинтами змінного кроку. Екіпаж літака складався з 4 осіб — пілота, штурмана, бомбардира та радіооператора, причому три останні могли виконувати функції стрільця: для цього на літаку були встановлені три 7,7-мм кулемети «Тип 89», розміщені у носовій, верхній та нижній вогневих точках. Бомбове навантаження літака могло складатись з 24 15-ти кілограмових або шести 50-ти кілограмових бомб.
Через проблеми в розробці Ki-45, іншого проєкту під керівництвом Такео Дої, останній часто відволікався і перший прототип Ki-48 був готовий лише у вересні 1939 року. Випробування показали, що літак в цілому відповідає вимогам технічного завдання. Єдиним серйозним недоліком була вібрація хвостового оперення. Для усунення цього дефекту на 5 передсерійних машинах зміцнили конструкцію хвостової частини та підняли стабілізатор. Після цього літак був прийнятий на озброєння під назвою «Легкий армійський бомбардувальник Тип 99 Модель 1А» (або Ki-48-Iа).
Перший серійний Ki-48-Iа був виготовлений в липні 1940 року і почав заміняти собою вже застарілі на той час Kawasaki Ki-32. Під час виробництва літак вдосконалювався і останні серійні моделі отримали свою назву Ki-48-Ib, який міг нести вже до 400 кг бомбового навантаження. Всього було збудовано 577 літаків Ki-48-I модифікацій.
У 1942 році була розроблена покращена модифікація Ki-48-IIa, оснащена двигунами Nakajima Ha 115, яка мала протектовані паливні баки, бронювання робочих місць пілота та бомбардира, нові кулемети. Фюзеляж був трохи довший, швидкість зросла до 503 км/г, бомбове навантаження до 800 кг. Варіант Ki-48-IIb використовувався як тримісний пікіруючий бомбардувальник, тому на літаку розмістили перфоровані повітряні гальма. Останні серійні Ki-48-IIa/b також отримали подовжений кіль для кращої стабільності. 
Оборонне озброєння все ще було недостатнім, і в якості експерименту на декількох літаках кулемет в хвостовій турелі було замінено на 20-мм гармату, але в серійний випуск такий варіант не пішов. Серійним став варіант Ki-48-IIc — подальший розвиток Ki-48-IIa, який випускався з 1943 року. На ньому було встановлене посилене стрілецьке озброєння (12,7-мм кулемет у верхній вогневій установці, додатковий 7,92-мм кулемет у вікні з правого борту). Варіант Ki-48-IId, який випускався з 1944 року, мав удосконалене бортове обладнання. Всього до жовтня 1944 року, коли було припинено виробництво, було виготовлено 1 411 літаків модифікації Ki-48-II.
На завершальному етапі війни вцілілі Ki-48 переобладнували для атак камікадзе. Літак, який отримав позначення «Спеціальний армійський штурмовик Тип 99» (або Ki-48-II KAI). З нього знімалось все захисне озброєння та зайве обладнання, а система управління, розрахована на двох льотчиків, перероблялась на одиночне управління. Літак ніс 800-кг бомбу.

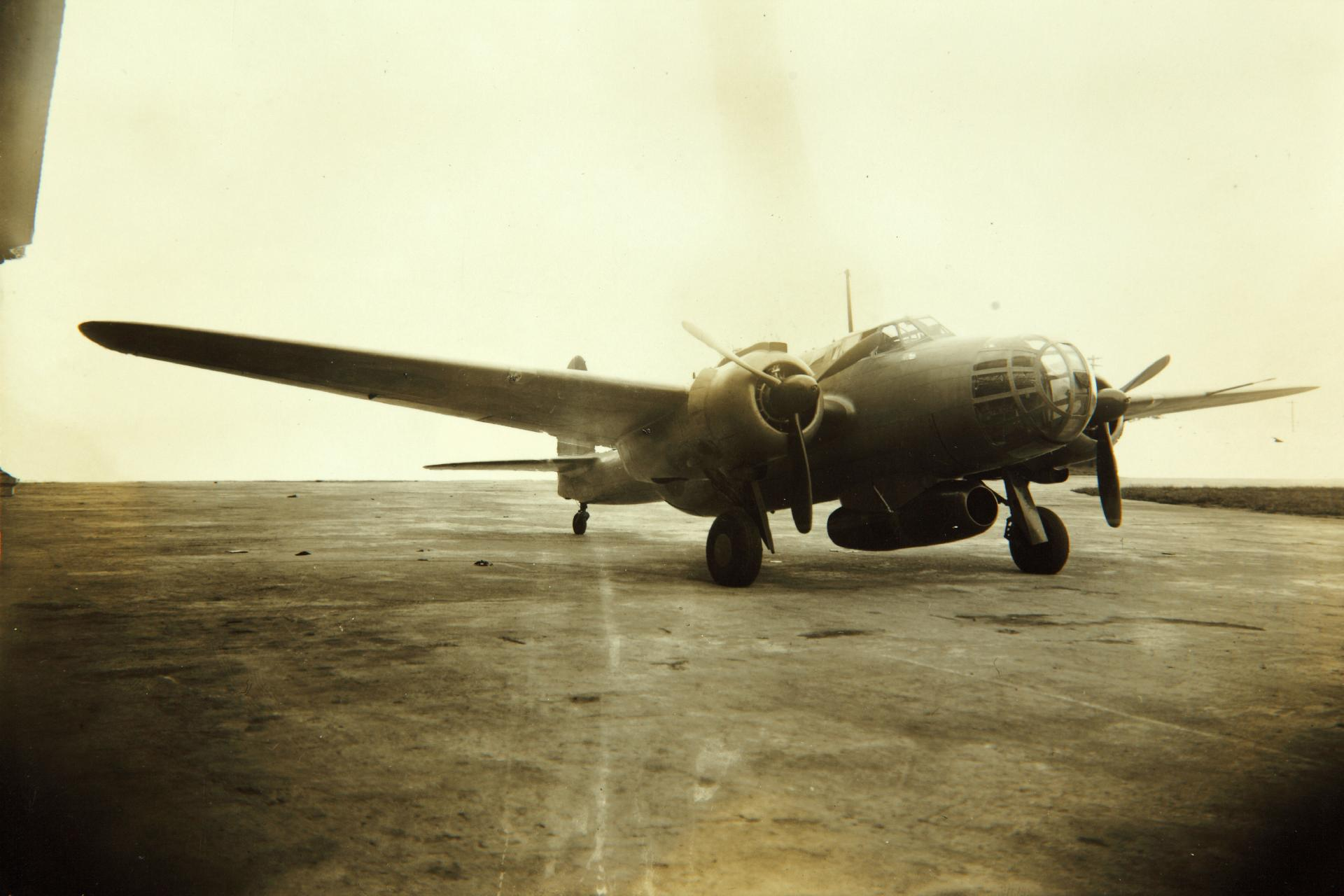
Модифікований Ki-48 з реактивним двигуном Ne-0 на випробуваннях.

На базі Ki-48 були розроблені проєкти сильноброньованого важкоозброєного літака Ki-81 та одномісного штурмовика Ki-174, але вони реалізовані не були. У 1944 році 4 літаки Ki-48-IIb були переобладнані для випробувань керованої бомби Kawasaki Ki-148 Igo-1-B. Також один з Ki-48-II було перероблено як експеримент у реактивний Ne-0, для цього дверцята бомбового відділення було забрано, і реактивний двигун був підвішений під фюзеляжем.

## Тактико-технічні характеристики

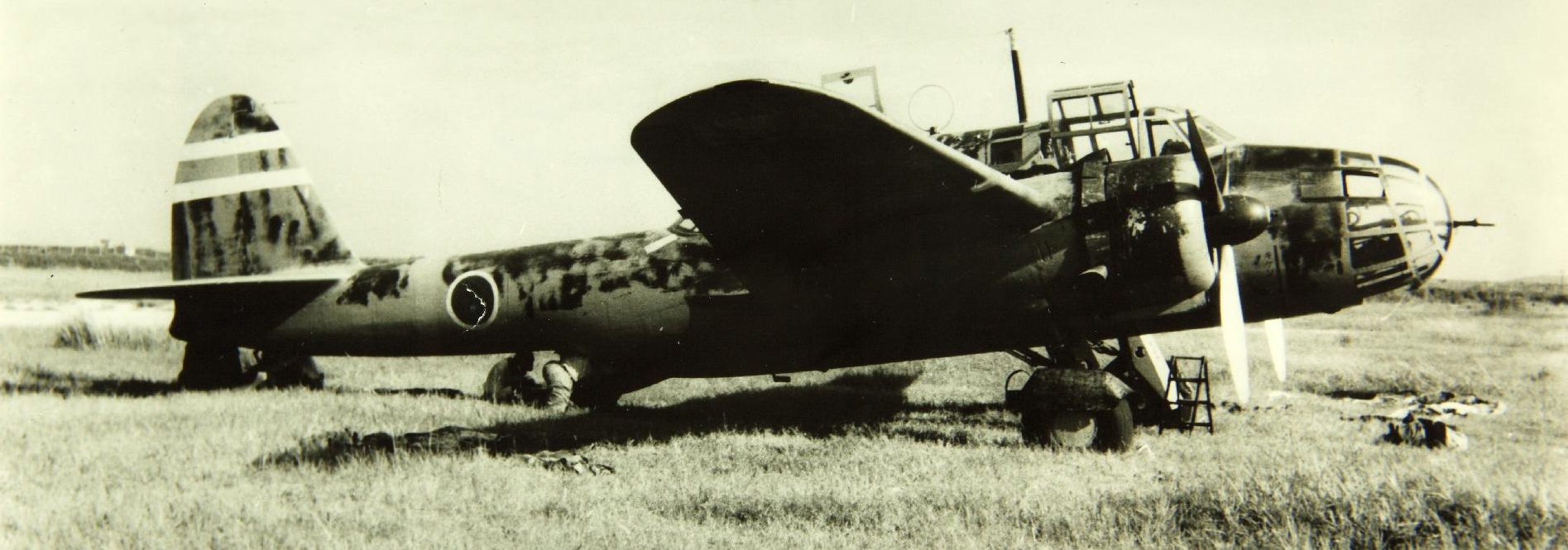
Kawasaki Ki-48 на аеродромі. Добре видно носову турель літака.

### Технічні характеристики
|                                | Ki-48-I            | Ki-48-IIa               | Ki-48-IIc               |
| ------------------------------ | ------------------ | ----------------------- | ----------------------- |
| Екіпаж                         | 4 особи            | 4 особи                 | 4 особи                 |
| Довжина                        | 12,60 м            | 12,75 м                 | 12,75 м                 |
| Висота                         | 3,80 м             | 3,80 м                  | 3,80 м                  |
| Розмах крил                    | 17,47 м            | 17,45 м                 | 17,45 м                 |
| Площа крил                     | 40,00 м2           | 40,00 м2                | 40,00 м2                |
| Маса пустого                   | 4 050 кг           | 4 550 кг                | 4 650 кг                |
| Маса спорядженого              | 5 900 кг           | 6 500 кг                | 6 500 кг                |
| Максимальна злітна маса        | 6 050 кг           | 6 750 кг                | 6 750 кг                |
| Навантаження на крило          | 147,5 кг/м2        | 162,5 кг/м2             | 162,5 кг/м2             |
| Двигуни                        | 2 х Nakajima Ha-25 | 2 х Nakajima Ha-115     | 2 х Nakajima Ha-115     |
| Потужність                     | 2 x 950 к. с.      | 2 x 1150 к. с.          | 2 x 1150 к. с.          |
| Питома потужність              | 2.95 кг/к. с.      | 2.9 кг/к. с.            | 2.9 кг/к. с.            |
| Максимальна швидкість          | 480 км/год         | 505 км/год              | 485 км/год              |
| Крейсерська швидкість          | 350 км/год         | 390 км/год              | -                       |
| Дальність польоту (операційна) | 1 980 км           | 2 050 км                | -                       |
| Максимальна дальність польоту  | 2 400 км           | 2 400 км                | 2 400 км                |
| Практична стеля                | 9 500 м            | 10 100 м                | 10 000 м                |
| Швидкість підйому              | на 5000 м — 9 хв.  | на 5000 м — 8 хв. 30 с. | на 5000 м — 9 хв. 30 с. |

### Озброєння
Стрілецьке:
- Ki-48-I, -IIa, -IIb, -IId:  3 х 7,7-мм кулемети «тип 89» (в турелях в хвості, в носі і знизу літака)
- Ki-48-IIc: 3 х 7,7-мм кулемети «тип 89» (два в носі і один знизу літака) і 1 x 12,7мм кулемет «тип 1» в хвості літака

Бомбове навантаження:
- Ki-48-I: нормальна — 300 кг, максимальна — 400 кг
- Ki-48-II: нормальна — 400 кг, максимальна — 800 кг

## Модифікації
- Ki-48 — прототип, оснащений двигунами Nakajima Ha 25
- Ki-48-Ia — перший серійний варіант
- Ki-48-Ib — покращений варіант Ki-48-Ia зі збільшеним бомбовим навантаженням
- Ki-48-II — прототип другої модифікації
- Ki-48-IIa — оснащений двигунами  Nakajima Ha 115, встановлене додаткове захисне озброєння, бомбове навантаження зросло до 800 кг
- Ki-48-IIb — варіант пікіруючого бомбардувальника
- Ki-48-IIc — посилене захисне озброєння
- Ki-48-IId — покращений варіант Ki-48-IIc
- Ki-48-II KAI — переобладнаний варіант для атак камікадзе
- Ki-81 — проєкт важкоозброєного літака; реалізований не був
- Ki-174 — проєкт одномісного штурмовика; реалізований не був

Всього на заводі Kawasaki в Ґіфу було випущено 1977 літаків всіх модифікацій:
- 4 прототипи Ki-48 (1939)
- 5 передсерійних Ki-48-I (1940)
- 557 Ki-48-I (липень 1940 — червень 1942)
- 3 прототипи Ki-48-II (лютий 1942)
- 1408 Ki-48-II (квітень 1942 — жовтень 1944)

## Історія використання

### Друга світова війна

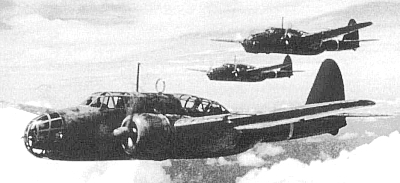
Ланка Ki-48-I в польоті.

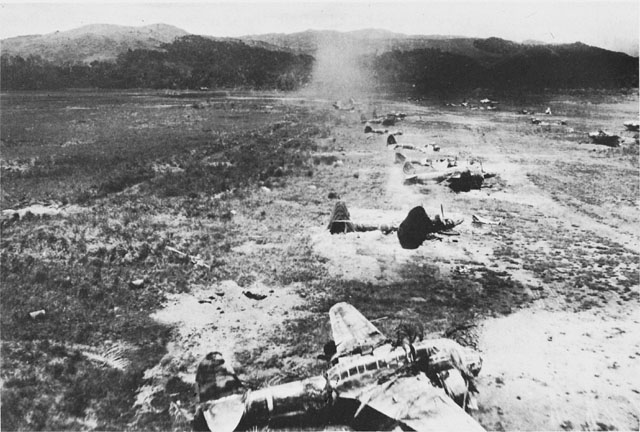
Пошкоджені внаслідок авіанальоту Ki-48 на аеродромі в Джаяпура (Індонезія). Квітень 1944

Уперше літаки Ki-48 були використані у 1940 році у Північному Китаї, де, не маючи серйозного опору з боку китайської авіації, завдяки своїй швидкості, проявили себе досить непогано. Загалом до початку війни з США сім авіазагонів було повністю забезпечнено Ki-48: 2 на Формозі, 2 в Маньчжурії, 2 в Індокитаї і 1 на Курилах.
З початком війни на Тихому океані Ki-48 в складі 8-го і 16-го авіазагону перекинули на Філіппінах, де діяли проти американців. Частини, розміщені в Індокитаї (75-й і 90-й авіазагони), забезпечували десантні операції в Малайї та голландській Ост-Індії. У січні 1942 року ці частини перекинули в Бірму. На цих фронтах, зіткнувшись із сучасними англійськими та американськими винищувачами, Ki-48-I зазнали відчутних втрат через слабке озброєння і вісутність захисту паливних баків і екіпажу. Швидкість теж була недостатьною, щоб втекти від винищувачів. На Бірму було перекинено ще 16-й авіазагін. Щоб знизити втрати, вони стали використовуватись як нічні бомбардувальники, що ще більше знизило їх ефективність, яка й так була невисока через невелике бомбове навантаження.
Восени 1942 року в частини надійшла нова модифікація Ki-48-II, яка була більш захищена, мала більшу швидкість та краще захисне озброєння.  Максимальне бомбове навантаження було збільшене вдвічі, проте все ще залишалось порівняно малим. Першими частинами стали 34-й і 35-й загін, які переозброювались в Пномпені і воювали в Бірмі. В лютому-березні 1943 з Маньчжурії було переведено 45-й і 208, які розмістились в Рабаулі. У 1943 році Ki-48-II цих частин, в тому числі варіант пікіруючого бомбардувальника Ki-48-IIb, діяли в Новій Гвінеї, де зазнавали серйозних втрат, зокрема велика кількість машин була знищена внаслідок нальотів союзників на аеродроми. Пізніше частини, які використовували ці літаки, були розформовані.
У Китаї діяли 6-й, 16-й і 90-й авіазагони, які, зокрема брали участь в нальотах на Куньмін, але інтенсивність була не надто високою, оскільки пріоритетними були інші фронти. Коли у 1944 році в Індію прибули бомбардувальники B-29, літаки Ki-48 8-го і 35-го авіазагону, розміщені в Бірмі, стали залучатись до нальотів на авіабази американських літаків. Але з часом союзникам вдалось налагодити ППО, і бойові частини японців втратили більшість Ki-48. 
У середині 1944 року значна кількість літаків Ki-48 була зосереджена на Філіппінах (12, 75 і 208-й авіазагони). Більшість із них була втрачена 24 жовтня 1944 року в атаці на американський флот вторгнення. Їм на допомогу перекинули літаки з Курил та Китаю, але й вони загинули, намагаючись зупинити наступ американців.
Після втрати Філіппін Ki-48 зрідка зустрічались лише у Бірмі та Індокитаї. Навесні 1945 року вцілілі Ki-48 використовувались для атак камікадзе в битві за Окінаву.

### Післявоєнне використання
Після закінчення війни декілька десятків Ki-48, захоплених в Нанкіні, Пекіні та Ханькоу, увійшли до складу ВПС Китаю. Декілька Ki-48 були захоплені також гоміньданівськими військами. 
Один Ki-48 використовувався індонезійськими повстанцями.

## Оператори
Японська імперія
- ВПС Імператорської армії Японії
  - 3-й авіазагін ВПС
  - 6-й авіазагін ВПС
  - 8-й авіазагін ВПС
  - 12-й авіазагін ВПС
  - 16-й авіазагін ВПС
  - 27-й авіазагін ВПС
  - 31-й авіазагін ВПС
  - 32-й авіазагін ВПС
  - 34-й авіазагін ВПС
  - 35-й авіазагін ВПС
  - 45-й авіазагін ВПС
  - 65-й авіазагін ВПС
  - 75-й авіазагін ВПС
  - 90-й авіазагін ВПС
  - 95-й авіазагін ВПС
  - 208-й авіазагін ВПС
  - 82-ма окрема рота ВПС
  - Тренувальна школа Хокота

 Республіка Китай
- ВПС Республіки Китай

 КНР
- ВПС Китаю

 Індонезія
- Національна армія Індонезії

## Вцілілі екземпляри

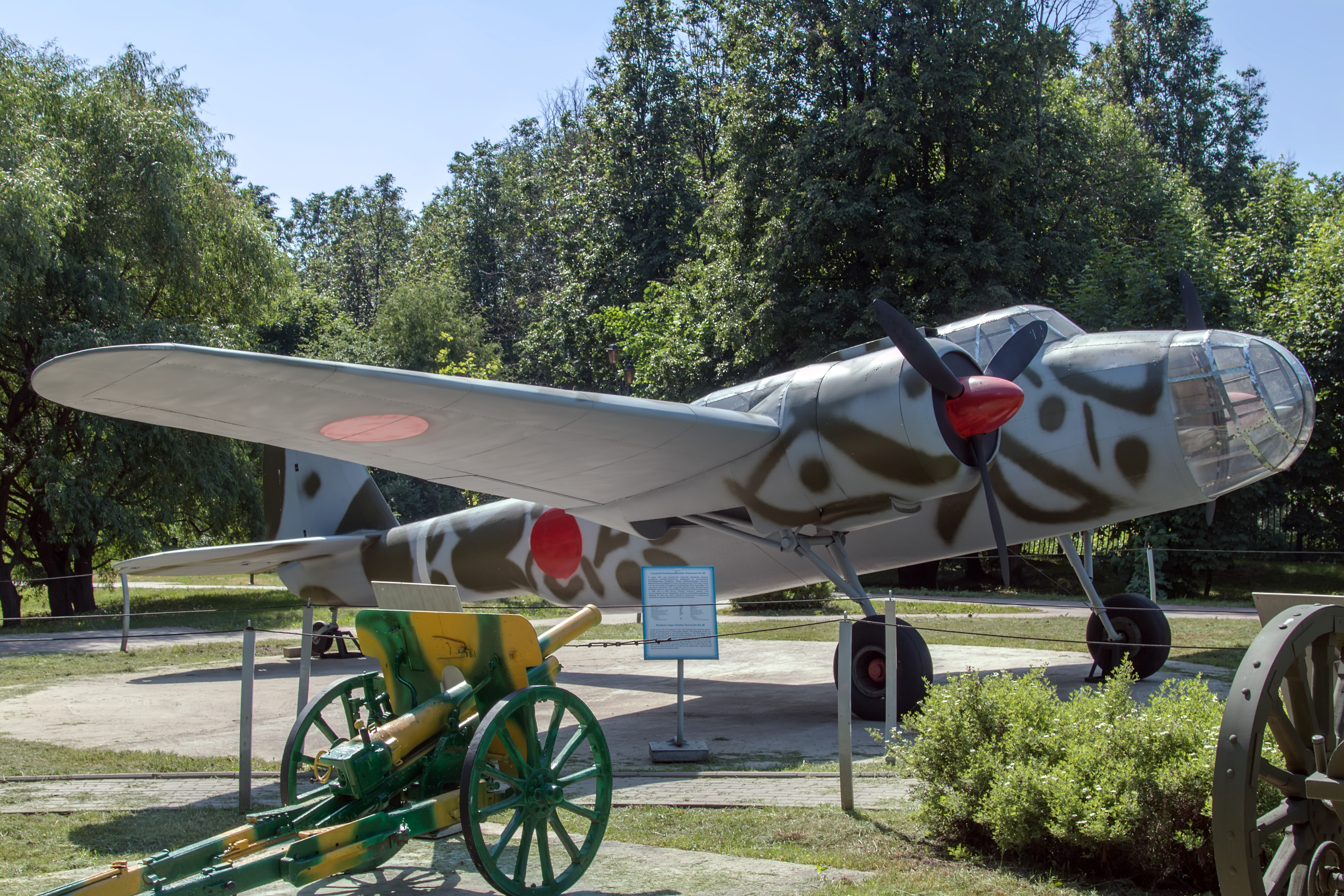
Макет Kawaskaki Ki-48 в центральному музеї Великої Вітчизняної війни. Москва, 2014 р.

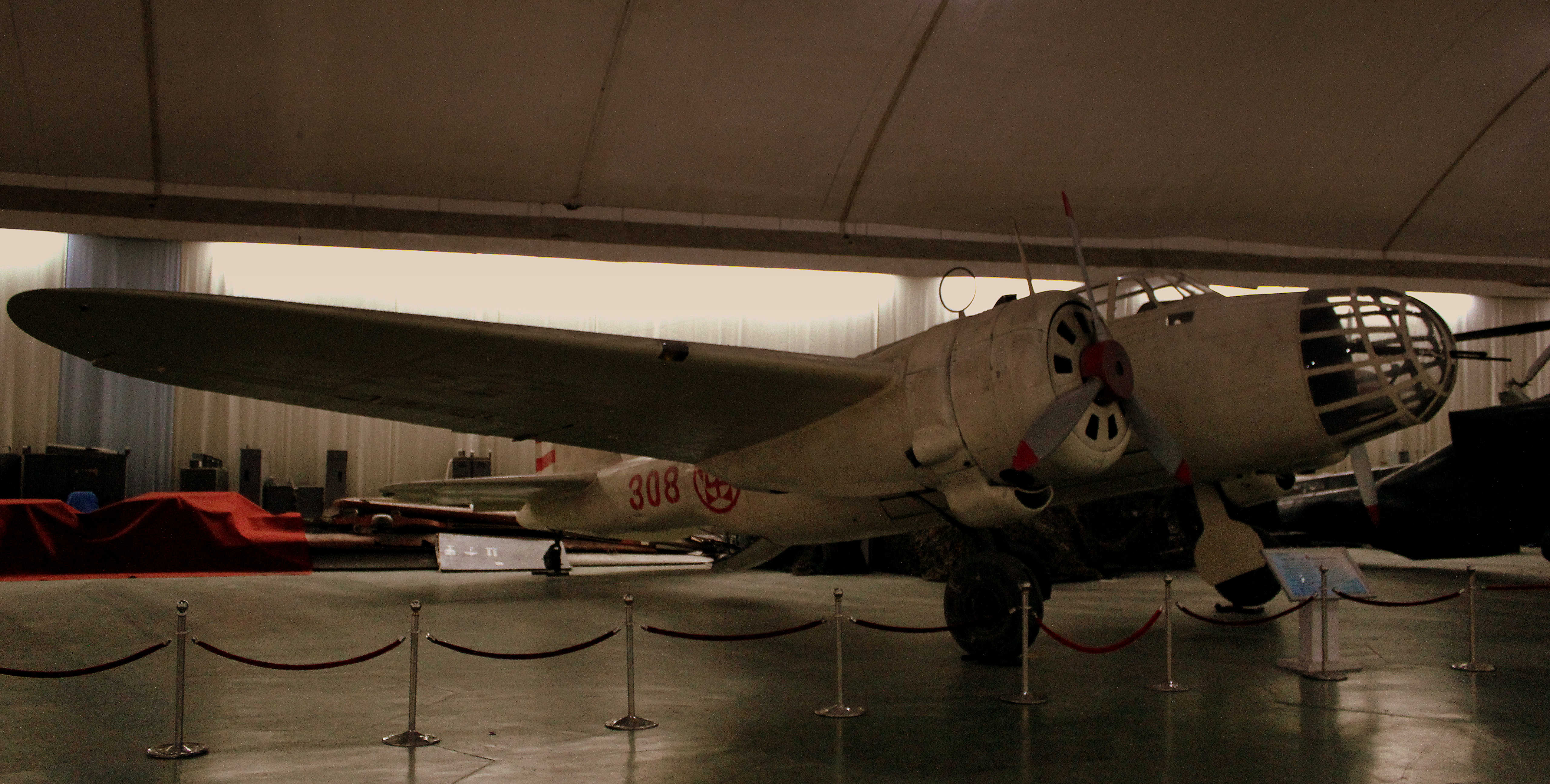
Kawasaki Ki-48 в Китайському музеї авіації.

У Китайському музеї авіації знаходиться один екземпляр Ki-48, проте деякі його частини були замінені.
Авіаційний музей Індонезії також заявив, що має Ki-48 у своїй колекції.
В 2011 році на острові Шумшу були знайдені обломки Ki-48, які були відправлені в Москву для реставрації та подальшої демонстрації. Повнорозмірний макет, виготовлений за кресленнями, демострується в центральному музеї Великої Вітчизняної війни в Москві.